# Denkmal für Herzog Friedrich Wilhelm
Das Denkmal für Herzog Friedrich Wilhelm auf dem Rathausplatz direkt an der Kaje in der Nähe zur Hunte im niedersächsischen Elsfleth im Landkreis Wesermarsch stammt aus der Mitte des 19. Jahrhunderts.
Das Denkmal steht unter Denkmalschutz (siehe auch Liste der Baudenkmale in Elsfleth).

## Geschichte
Das Denkmal wurde 1859 für Herzog zu Braunschweig-Lüneburg Friedrich Wilhelm (1771–1815) errichtet, der als preußischer General und sogenannter Schwarzer Herzog (er kommandierte die schwarz uniformierte Schwarze Schar) in der Schlacht bei Quatre-Bras im Befreiungskrieg gegen Napoleon fiel und so zu einem der deutschen Volkshelden wurde.
Das Denkmal aus Sandstein nach einem Entwurf von Heinrich Müller (1819–1890) (Bremen) in den Formen eines neogotischen Tabernakels ist gegliedert in drei jeweils zurückspringende Segmente, das untere rechteckig, die beiden oberen achteckig. Im unteren Teil an den Kanten Strebepfeiler, an allen Seiten zweibahnige Blendmaßwerkfenster, darüber Wimperge mit Krabben und Kreuzblumen. In den oberen Segmenten einbahnige Blendmaßwerke. An den Kanten Fialen mit krabbenbesetzten Riesen und Kreuzblumen, an der Spitze ein ähnlich gestalteter Helm. An der Westseite unten die Inschrift: „Dem Andenken an den ruhmvollen Kriegszug des Herzogs Friedrich Wilhelm von Braunschweig-Oels und seiner Kampfgenossen“. An der Ostseite ein Bildnismedaillon als Relief vom Bildhauer Franz Körner (Braunschweig); davor steht eine Kanone. Die Quadermauer aus drei Teilen mit Eckpfosten und Zinnen dient auf der Westseite als Abgrenzung zum Rathausplatz mit dem Rathaus im Hintergrund.

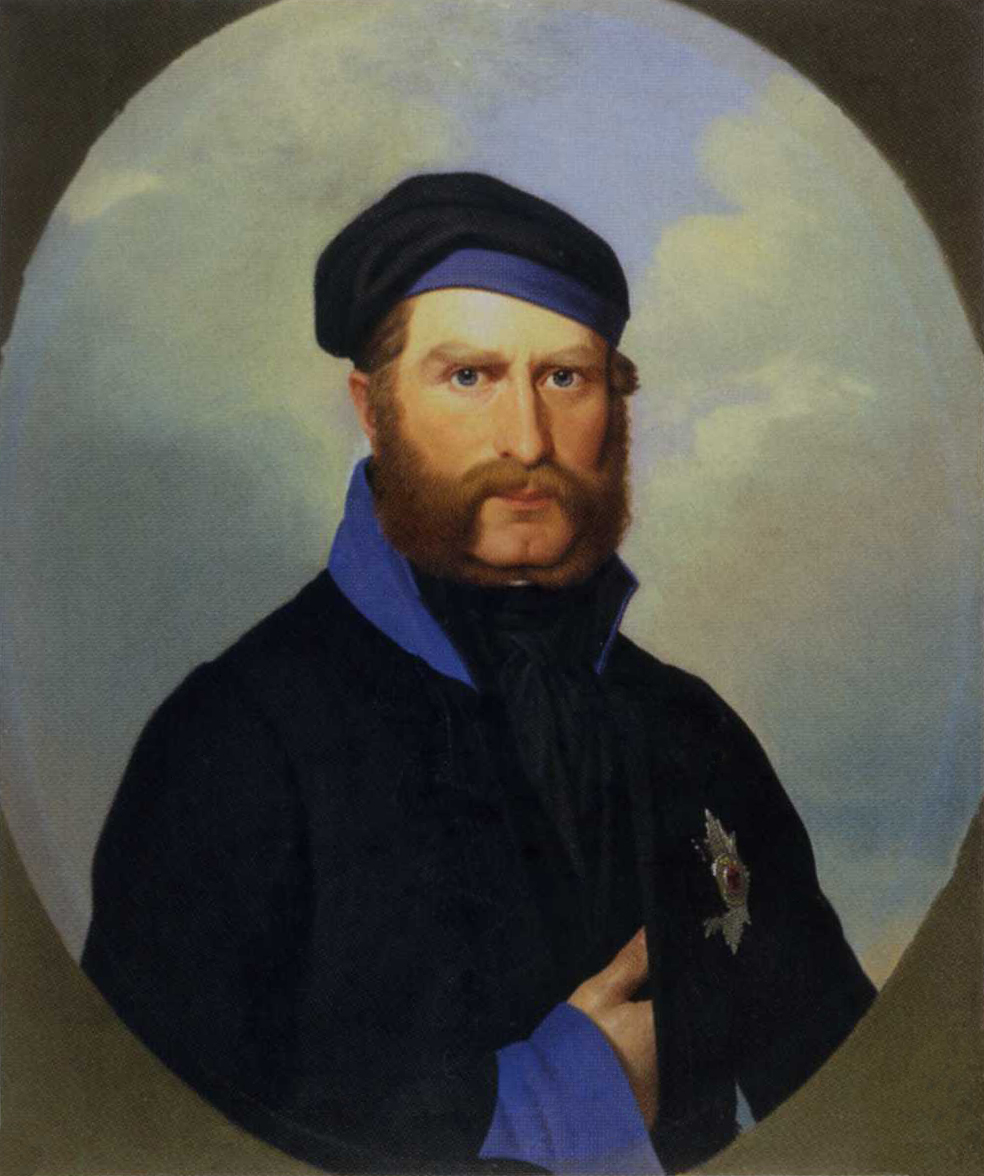
Der „Schwarze Herzog“

Anlass war das 50-jährige Jubiläum seiner Einschiffung am 7. August 1809 von Elsfleth nach England auf seiner Flucht vor den Franzosen; rund 1600 Mann seiner Soldaten folgten mit Transportschiffen nach England.
Das Landesdenkmalamt befand:
„… geschichtliche Bedeutung für die Nationalgeschichte … als beispielhaftes Denkmal des frühen Historismus … ein wichtiger Vertreter der Neugotik und eines der künstlerisch wichtigsten der im vermeintlich deutschen Stil der Gotik errichteten Nationaldenkmäler in Tabernakelform …“